# أليستير غريفين
أليستير غريفين (بالإنجليزية: Alistair Griffin)‏ هو مغن مؤلف بريطاني، ولد في 1 نوفمبر 1977.

## وصلات خارجية
- الموقع الرسمي
- أليستير غريفين على موقع IMDb (الإنجليزية)
- أليستير غريفين على موقع ميوزك برينز (الإنجليزية)
- أليستير غريفين على موقع ديسكوغز (الإنجليزية)
- أليستير غريفين على موقع قاعدة بيانات الفيلم (الإنجليزية)